# Futbol gaèlic

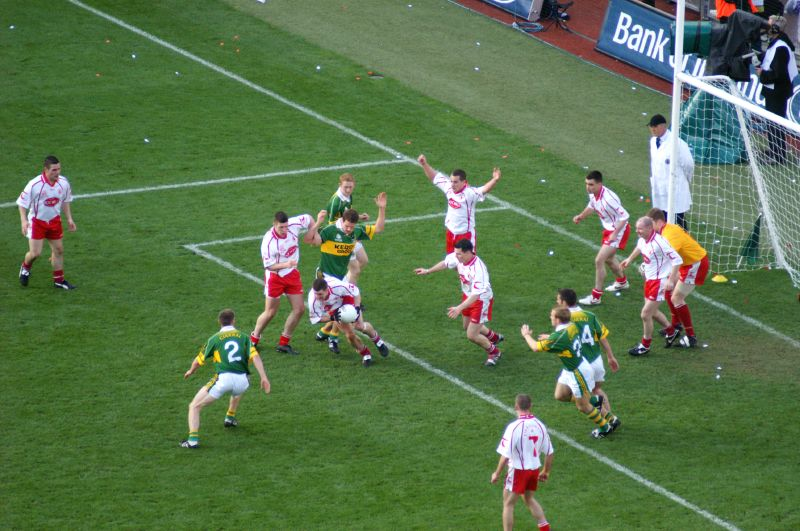
Tyrone v. Kerry.

El futbol gaèlic (irlandès: Peil Ghaelach; nom curt, Peil o Caid) comunament referit a Irlanda com a Gaelic, GAA o footy és un esport practicat majoritàriament a Irlanda i per la diàspora irlandesa en el món. Conjuntament amb el Hurling i el Handball (un esport similar a la Pilota o al Frontó, no confondre amb el handbol) conformen els esports nacionals irlandesos i estan organitzats per l'associació atlètica gaèlica, o GAA. La versió de l'esport femení està documentat des del 1926 a Cooraclare, Clare tot i que no es va formalitzar fins al 1974 i és considerat pels irlandesos un altre esport, amb una federació esportiva separada.
És un dels esports estandaritzats al segle XIX en els territoris de l'Imperi Britànic, com el futbol associatiu, el futbol rugby, el futbol australià, el futbol americà o el futbol canadenc entre d'altres. Però cal aclarir que n'és dels millor documentats, sent el primer partit documentat un que el poder local va prohibir en la dècada dels 1670s al comtat de Meath. Es juga a nivell de clubs i de comtats, sent notable el fet que tots els jugadors són amateurs (amb un asterisc ben gran en els darrers anys, donat el creixement internacional que ha tingut).
Com a curiositat, un dels estadis més grans d'Europa està dedicat a la GAA íntegrament, Croke Park que va ser testimoni d'uns dels fets que va marcar la guerra d'independència irlandesa, el Diumenge Sagnant del 1920.

Campo de futbol gaèlic.

Principalment és un esport íntegrament irlandès, on és considerat l'esport nacional (com podria ser els castells a Catalunya o el criquet al subcontinent indi. No obstant és també popular als països de diàspora com els Estats Units i recentment en països d'arrel celta, com a Bretanya.

## Reglament
Participen dos equips de 15 jugadors per banda, amb l'objectiu d'introduir (sense llençar) una pilota esfèrica ja sigui a la porteria o entre els tres pals superiors. En el primer cas seria un gol i donaria 3 punts a l'equip i en el segon cas seria directament un punt. Guanya l'equip que al final del temps reglamentari sumi més punts. Un marcador exemple seria 2-10 / 1-15, guanyant el segon equip per dos punts, 16 a 18.
La pilota que es fa servir per a la pràctica del futbol gaèlic és com la pilota de futbol, però més petita i de més pes. Es pot passar amb el peu o amb la mà. No pot ser recollida directament de terra sinó que s'ha d'utilitzar el peu per elevar-la lleugerament fins a poder-la recollir amb les mans; aquesta acció és l'única regla que diferencia el joc dels nois del de noies. Mentre els nois estan obligats a ajudar-se del peu per recollir la pilota, a les noies no els cal fer-ho.

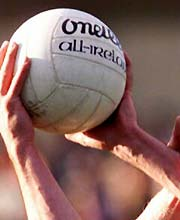
Pilota de la marca O'neills

La pilota no es pot llençar, sinó que s'ha de passar colpejant-la amb el puny. Es pot portar sense botar fins a un màxim de 4 passes, tot seguit s'ha d'efectuar un bot (hop) o pot ser colpejat amb el peu novament fins a les mans (solo). És il·legal botar la pilota dues vegades seguides en una mateixa possessió de pilota, aquesta falta s'anomena passos o steps. Quan un jugador intenta passar-la amb el peu o xutar, no es pot bloquejar amb la part inferior del cos, s'ha de fer amb les parts superiors (però només utilitzant una sola mà). En cas de bloqueig amb el peu és falta directa, en cas que sigui dins de l'àrea penal. És permès el contacte d'espatlla contra espatlla i per norma general és un esport molt permissiu amb el contacte físic, però sempre en contactes individuals.

### Camp

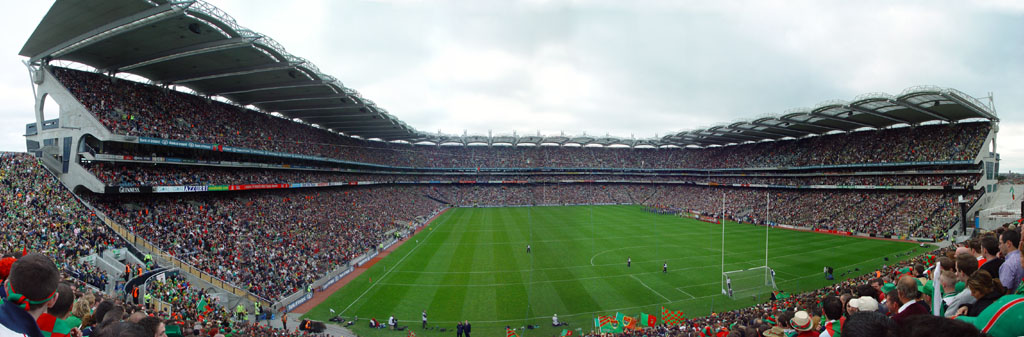
82.000 persones al final de la campionat d'Irlanda a Croke Park, Dublín, 2004.

El futbol gaèlic es juga en un camp de gespa natural a l'aire lliure, en un camp habitualment de 130/140 metres de llarg i 80/90 metres d'ample (amb porteries hibrides, com de futbol però amb pals que continuen verticalmet). Com a referència l'ample del camp podria ser perfectament un camp reglamentari de futbol associatiu. La barra transversal està col·locada a una altura inferior que la barra horitzontal del rugbi i lleugerament més amunt que el travesser de la porteria de futbol.

### Arbitratge
L'arbitratge d'un partit està format per un àrbitre principal, dos àrbitres assistents o "linesmen" que assenyalen quan la pilota surt del camp i per marcar les faltes lliures des dels 45 metres, i 4 àrbitres que assenyalen els gols i punts, assisteixen a l'àrbitre principal ajudant a controlar el joc i assisteixen els "linesmen" en la col·locació dels llançaments lliures de 45 metres.
Si aixequen una bandera verda, col·locada a l'esquerra de la porteria, assenyalen Gol. Si aixequen una bandera blanca, col·locada a la dreta de la porteria, assenyalen punt. Un tir lliure des de 45 metres, equivalent als corners del futbol o "soccer", es concedeix a l'equip que ataca quan un membre de l'equip contrari fa sortir la pilota per la línia de porteria del camp defensat pel seu propi equip, i és assenyalat per l'àrbitre que aixeca el seu braç.
Quan un jugador atacant entra a l'àrea petita de la porteria contrària abans de rebre la pilota és un 'square-ball' i el seu resultat és un tir lliure per l'equip defensor. Sempre és falta quan un defensor placa al contrincant amb els dos braços. Tan sols es pot defensar amb un braç. També és falta agafar la pilota del terra amb les mans, quan està parada o rodolant, ja que el jugador s'ha d'ajudar del peu per poder-la recollir a posteriori amb les mans.

## Orígens
Encara que ha existit durant segles, es va organitzar de manera formal en el segle xix gràcies a les regles establertes per l'Associació Atlètica Gaèlica (Gaelic Athletic Association GAA). La GAA fou una associació que entengué la recuperació dels esports cèltics com una mesura de lluita vers l'imperialisme i la colonització britànica. Existeixen lligues i altres competicions masculina i femenina, tant a nivell local com regional.
A continuació una traducció del reglament original de les 13 normes fundacionals de l'esport:
1. El camp per a equips complets (21 jugadors per banda) serà de 140 iardes de llarg pr 84 d'ample, o el més proper possible. Ha d'estar ben delimitat i mantenir 5 iardes de distància de les tanques. Apunt- No existeix objecció a un camp més gran.
2.Cada equip ha d'estar format per no menys de 14 ni més de 21 jugadors per equip.
3. Ha d'haver-hi un àrbitre referee amb dos assistents umpires. Si els assistents no es posen d'acord, preval la decisió de l'àrbitre. Dos umpires més a cada porteria per a vigilar els gols i els punts. L'àrbitre pot dur el cronòmetre i llençar la pilota neutra al començament de cada goal (inicis de parts o anotacions).
4. La porteria ha d'estar al centre de la línia de gol, a una distància de 21 peus amb un travesser a 8 peus d'alçada. A cada banda de la porteria situarem un pal més a 21 peus, que delimitaran la mencionada àrea de gol.
5. Els capitans dels equips poden sortejar qui comença el partit, amb els jugadors agrupats a cada banda del camp, meitat i meitat i donant la mà a un rival.
6. Espitxar, travetes, colpejar amb el cap, agafar pel darrere i dessota dels genolls serà falta i el jugador amonestat haurà de restar a la banda tant temps com l'àrbitre consideri adient, sense possibilitat de substitució. La lluita o wrestling no està permesa.
7. El temps real de joc serà de una hora, i els equips canviaran de camp a la mitja part.
8. Quan un jugador duu la pilota fora de banda, ha de ser llençada a dins per l'equip rival des d'aquell punt. Quan la pilota passa la línia de gol però no és gol, el porter tindrà un tir lliure sense interferències de jugadors rivals fins a la línia de 21 iardes. Un gol en pròpia compta com a punt si ha estat a més de 21 iardes i com a gol si a menor distància.
9. El partit es decidirà per nombre de gols, en cas d'empat per nombre de punts.
10. La pilota no pot ser colpejada amb la mà. Pot ser agafada del terra, podent el jugador que la agafa xutar, però no es pot moure un cop l'ha agafada. Apunt- No hi ha cap norma en contra de xutar la pilota uns metres per a avançar (auto-passada).
11.Quan les normes han estat trencades l'àrbitre pot donar un tir lliure si ho considera, xutat des del terra. Cap jugador rival es pot a costar a 14 iardes de la línia de gol ni la defensa situar-se'n darrere.
12. Si la pilota dóna a una persona no participant (ni jugadora ni àrbitre) es considera fora com per la norma 8, si l'àrbitre ho estima adient pot decretar que saqui directament el porter o que sigui punt directament.
13. L'àrbitre té la potestat durant el partit de desqualificar qualsevol jugador o ordenar-li que surti temporalment del camp si considera que ha comés un acte antiesportiu, maliciós o per la norma 6. Està prohibit dur claus o peces d'acer o ferro a les botes, però es permet l'ús de cuir a  les soles per a no relliscar.

## All-Ireland Senior Football Championship
El torneig senior irlandès (Irlandès: Craobh Shinsir Peile na hÉireann) és el principal torneig a nivell de seleccions de comtats (no de clubs o províncies) on juguen entre ells pel premi de ser considerat el campió anual. Organitzat des del 1887 per la GAA en format de torneig eliminatori.
| Comtat    | Localització       | Estadi                  | Debut | Títols Provincials | Campionats | Últim Campionat |
| --------- | ------------------ | ----------------------- | ----- | ------------------ | ---------- | --------------- |
| Antrim    | Belfast            | Corrigan Park           | 1890  | 10                 | 0          | —               |
| Armagh    | Armagh             | Athletic Grounds        | 1890  | 14                 | 2          | 2024            |
| Carlow    | Carlow             | Dr Cullen Park          | 1897  | 1                  | 0          | —               |
| Cavan     | Cavan              | Breffni Park            | 1888  | 40                 | 5          | 1952            |
| Clare     | Ennis              | Cusack Park             | 1887  | 2                  | 0          | —               |
| Cork      | Cork               | Páirc Uí Chaoimh        | 1887  | 37                 | 7          | 2010            |
| Derry     | Derry              | Celtic Park             | 1904  | 9                  | 1          | 1993            |
| Donegal   | Ballybofey         | MacCumhaill Park        | 1906  | 11                 | 2          | 2012            |
| Down      | Newry              | Páirc Esler             | 1904  | 12                 | 5          | 1994            |
| Dublin    | Donnycarney        | Parnell Park            | 1887  | 63                 | 31         | 2023            |
| Fermanagh | Enniskillen        | Brewster Park           | 1903  | 0                  | 0          | —               |
| Galway    | Galway             | Pearse Stadium          | 1887  | 50                 | 9          | 2001            |
| Kerry     | Tralee             | Austin Stack Park       | 1889  | 85                 | 38         | 2022            |
| Kildare   | Newbridge          | St Conleth's Park       | 1888  | 13                 | 4          | 1928            |
| Laois     | Portlaoise         | O'Moore Park            | 1888  | 6                  | 0          | —               |
| Leitrim   | Carrick-on-Shannon | Páirc Seán Mac Diarmada | 1906  | 2                  | 0          | —               |
| Limerick  | Limerick           | Gaelic Grounds          | 1887  | 1                  | 2          | 1896            |
| London    | South Ruislip      | McGovern Park           | 1900  | 0                  | 0          | —               |
| Longford  | Longford           | Pearse Park             | 1903  | 1                  | 0          | —               |
| Louth     | Drogheda           | Drogheda Park           | 1887  | 8                  | 3          | 1957            |
| Mayo      | Castlebar          | MacHale Park            | 1901  | 48                 | 3          | 1951            |
| Meath     | Navan              | Páirc Tailteann         | 1887  | 21                 | 7          | 1999            |
| Monaghan  | Clones             | St Tiernach's Park      | 1888  | 16                 | 0          | —               |
| New York  | Bronx              | Gaelic Park             | 1999  | 0                  | 0          | —               |
| Offaly    | Tullamore          | O'Connor Park           | 1896  | 10                 | 3          | 1982            |
| Roscommon | Roscommon          | Dr Hyde Park            | 1892  | 24                 | 2          | 1944            |
| Sligo     | Sligo              | Markievicz Park         | 1905  | 3                  | 0          | —               |
| Tipperary | Thurles            | Semple Stadium          | 1887  | 10                 | 4          | 1920            |
| Tyrone    | Omagh              | Healy Park              | 1890  | 16                 | 4          | 2021            |
| Waterford | Waterford          | Walsh Park              | 1887  | 1                  | 0          | —               |
| Westmeath | Mullingar          | Cusack Park             | 1890  | 1                  | 0          | —               |
| Wexford   | Wexford            | Chadwicks Wexford Park  | 1887  | 10                 | 5          | 1918            |
| Wicklow   | Aughrim            | Aughrim County Ground   | 1887  | 0                  | 0          | —               |

## Gaèlic a la Península Ibèrica

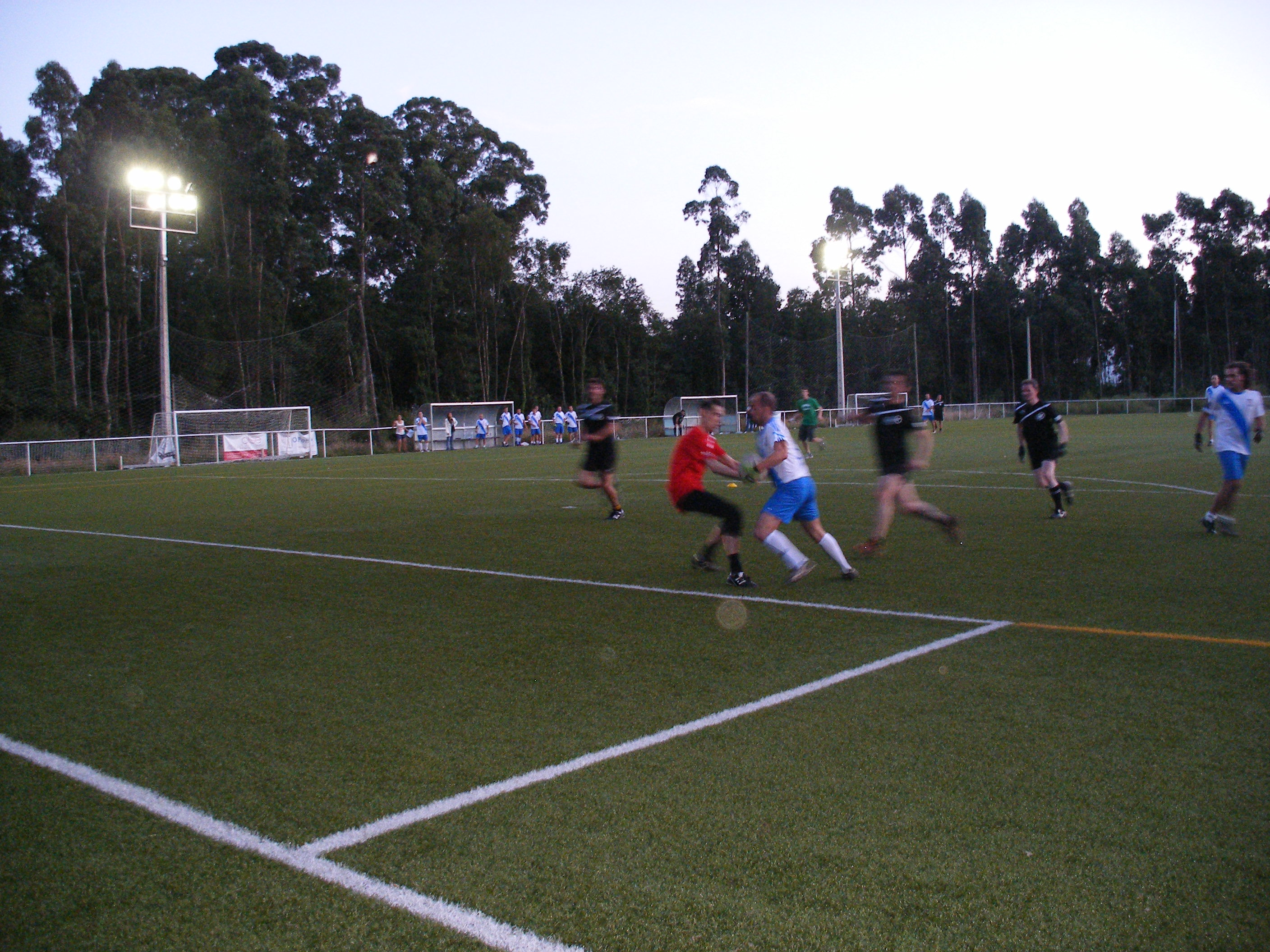
Partit amistós de la selecció gallega al 2012.

Aquest esport propi de la nació irlandesa ha entrat i organitzat des de principis del segle XX de forma regional, englobant diferents estats. Per això no existeix una federació espanyola sinó ibèrica de gaèlic, que inclou equips en els estats d'Espanya, Portugal i el territori d'ultramar britànic de Gibraltar. Existeixen 3 competicions regionals i un ibèric, més copes per a les regions de Galícia i la subregió de Catalunya.
En els països catalans en concret l'equip degà és el Barcelona Gaels, centre i nexe de la comunitat irlandesa a Barcelona. A la mateixa ciutat comtal, durant la dècada dels 2010s va existir un club fundat per gallecs el Gaelicos do Gran Sol. El Valencia Sant Vicent GAA representa el País Valencià i el Sitges GAA és l'altre club català. Existeix el projecte de crear un club al Nord, l'Empordà GAA o Girona UDG-GAA però encara no s'ha pogut presentar a competir formalment.
Aquest esport ha entrat amb força a Galicia on existeix una lliga autosuficient des de la temporada 2013/14, tant masculina com femenina. De la mateixa època és la selecció nacional gallega, que va realitzar el seu primer partit internacional el 20 de Juliol de 2012 contra la selecció de Bretanya, guanyant 5-08 (23) a 3-08 (17) i donant inici a una rivalitat esportiva. Des del 2021 existeix una selecció catalana, que ja va debutar als mundials de  Derry del 2023, guanyant la Shield. Val a dir que en ambdós casos l'esport ha estat adaptat a la disponibilitat de camps, ja que no existeixen instal·lacions dedicades al gaèlic exclusivament i es sol jugar en camps de futbol associatiu 11,o rugby. Aquest fet fa que, per exemple, la lliga gallega es jugui amb 9 jugadors per equip.

## Detalls dels equips ibèrics
| Regió     | Equip                | Localització | Títols Regionals                                 | Copes Regionals                                 | Títols Ibèrics                               | Webs                                  |
| --------- | -------------------- | ------------ | ------------------------------------------------ | ----------------------------------------------- | -------------------------------------------- | ------------------------------------- |
| Andalusia | Celta Málaga         | Málaga       | 0                                                |                                                 |                                              |                                       |
| Andalusia | Costa Gaels          | Marbella     | 1 (2016)                                         |                                                 | 1 (2006)                                     |                                       |
| Andalusia | Éire Óg              | Sevilla      | 6 (2013, 2015, 2017, 2019, 2020, 2021)           |                                                 |                                              |                                       |
| Andalusia | Gibraltar Gaels      | Gibraltar    | 3 (2012, 2014, 2018)                             |                                                 |                                              |                                       |
| Andalusia | Celtiberos           | Lisboa       | 2 (2022, 2023)                                   |                                                 |                                              |                                       |
| Galícia   | Braithreachas        | La Corunya   | 1 (2012/13)                                      |                                                 |                                              |                                       |
| Galícia   | Fillos de Breogán    | La Corunya   | 5 (2019/20*, 2020/21, 2021/22, 2022/23, 2023/24) | 1 (2023/24)                                     |                                              |                                       |
| Galícia   | Ártabros             |              |                                                  |                                                 |                                              |                                       |
| Galícia   | Mecos FG             |              |                                                  |                                                 |                                              |                                       |
| Galícia   | Irmandinhos          | A Estrada    | 2 (2016/17, 2017/18)                             | 1 (2016/17)                                     |                                              |                                       |
| Galícia   | Estrela Vermelha     | Compostel·la | 5 (2013/14, 2014/15, 2015/16, 2018/19, 2019/20*) | 5 (2013/14, 2014/15, 2015/16, 2017/18, 2018/19) |                                              |                                       |
| Galícia   | Pontevedra FG        | Pontevedra   |                                                  |                                                 |                                              |                                       |
| Galícia   | Keltoi               | Vigo         |                                                  |                                                 |                                              |                                       |
| Galícia   | Herdeiros de Dhais   | Vigo         |                                                  |                                                 |                                              |                                       |
| Galícia   | Lorchos              | Barbanza     |                                                  |                                                 |                                              |                                       |
| Galícia   | Auriense             | Ourense      |                                                  |                                                 |                                              |                                       |
| Galícia   | Terras do Eume       |              |                                                  |                                                 |                                              |                                       |
| Galícia   | Grovias              | A Garda      |                                                  |                                                 |                                              |                                       |
| Galícia   | Lume de Beltane      | Poio         |                                                  |                                                 |                                              |                                       |
| Galícia   | Turonia Gondomar     | Gondomar     |                                                  |                                                 |                                              |                                       |
| Galícia   | Herdeiros de Dhais   | Lalín        |                                                  |                                                 |                                              |                                       |
| Central   | Barcelona Gaels      | Barcelona    |                                                  |                                                 | 3 (2007, 2009, 2013)                         |                                       |
| Central   | Madrid Harps         | Madrid       |                                                  |                                                 | 7 (2005, 2008, 2010, 2012, 2014, 2015, 2016) |                                       |
| Central   | Valencia Sant Vicent | València     |                                                  |                                                 |                                              | https://www.facebook.com/valenciagaa/ |
| Central   | Sitges Gaelic        | Sitges       |                                                  |                                                 |                                              | https://www.facebook.com/SitgesGAA/   |
| Central   | Bilbao GAA           | Bilbo        |                                                  |                                                 |                                              |                                       |
| Central   | Zaragoza GAA         | Saragossa    |                                                  |                                                 |                                              |                                       |